# Rádio Pão da Vida
Rádio Pão da Vida . É uma rádio Evangélica situada na cidade de Caraguatatuba litoral norte do estado de São Paulo - Brasil - Fundada em setembro/2005 - Fundador irmão Walter Stefano Junior - A rádio tem em seu principal intuito expandir e propagar o evangelho genuíno de nosso senhor e salvador Jesus Cristo através de mensagens, pregações, louvores e testemunhos aos quatro cantos do planeta . Uma rádio 100% ( Cem por cento ) evangélica ...